# Caledonia (Nueva York)
Caledonia es un pueblo ubicado en el condado de Livingston en el estado estadounidense de Nueva York. En el año 2000, tenía una población de 4,567 habitantes y una densidad poblacional de 40 personas por km².

## Geografía
Caledonia se encuentra ubicado en las coordenadas 42°58′23″N 75°51′10″O / 42.97306, -75.85278.

## Demografía
Según la Oficina del Censo en 2000, los ingresos medios por hogar en la localidad eran de $ 46,359 y los ingresos medios por familia eran $50,607. Los hombres tenían unos ingresos medios de $37,287 frente a los $28,159 para las mujeres. La renta per cápita para la localidad era de $19,611. Alrededor del 5% de la población estaban por debajo del umbral de pobreza.